# Яннау, Генрих Георг фон
Генрих Георг фон Яннау (нем. Heinrich Georg von Jannau; 4 [15] августа 1788, Ливония — 18 декабря 1869, Дрезден) — пастор, богослов и духовный писатель; доктор философии, член-корреспондент исторического института в Париже. Племянник мэра Риги Карла Густава фон Яннау (нем. Carl Gustav von Jannau).

## Биография
Генрих Георг фон Яннау родился 4 августа 1788 года в Лифляндии в семье пастора Генриха Иоанна фон Яннау (1753–1821) и Огюсты Йоханны фон Ирманн (1761–1800) из балтийских немцев. Отец его пастор, человек многосторонне образованный, сперва сам занимался образованием сына, а в 1806 году послал его учиться в Дерптский университет. В университете Яннау в течение четырех лет слушал лекции на богословском факультете и за этот промежуток времени удостоился двух серебряных медалей: в 1808 году за богословское сочинение: «Entwickelung der in dem bei den Evangelisten vorkommenden Worte-Engel-liegenden Begriffe» и в 1809 году — за религиозно-философский трактат: «Schilderung der Religion des Herzens, als einer höhern Stufe christlicher Vollkommenheit». 
В декабре 1811 года Генрих Георг фон Яннау был назначен сельским пастором, но, имея намерение еще пополнить свое образование, вскоре уволился от этой должности и в 1816 году уехал за границу. В Йенском университете он получил степень доктора философии, после чего вернулся на родину, заместив умершего отца на должности пастора в лифляндском местечке Лайс, где и провел всю последующую свою жизнь, всецело посвятив себя служению науке и ближнему. 
В 1824 году Курляндское литературно-художественное общество избрало Г. фон Яннау своим членом; в 1834 году он вступил в качестве одного из членов-основателей в общество для изучения истории и древностей Остзейского края в Риге; в 1836 году был назначен ревизором сельских школ Дерптского (позднее Рижского) учебного округа Российской империи. 
В том же году фон Яннау предпринял научную поездку в Швецию для изучения находящихся там книгохранилищ и архивов; найденные им в королевской библиотеке исторические материалы, касавшиеся прошлого Лифляндии, были им обнародованы в 1838 году в местном журнале «Inland» и снискали ему почёт и известность в учёном мире. Тогда же ученое эстонское общество в Дерпте избрало его своим членом, а в 1842 году фон Яннау был признан членом-корреспондентом исторического института в Париже.
Литературные труды доктора Яннау (преимущественно на эстонском языке) были очень разнообразны, причем, наряду с историческим интересом, в большинстве из них заметно и горячее желание прийти на помощь своей родине и в духовном, и в материальном отношениях. Кроме нескольких речей, произнесенных с церковной кафедры, и целого ряда статей, напечатанных в журналах: «Provinzial-Blatt für Liv-, Esth- und Kurland» и «Inland» («Erinnerungen aus der Geschichte des Schlosses zu Lais», 1836 г.; «Einige Bemerkungen über die Ursache der Armuth unserer Nationalen», 1837 г.; «Beschäftigungen und Zeiteintheilungen der Landprediger in Livland», 1845 г.; «Vater Luthers Ansicht von den Brüdern in Böhmen und Mähren», 1855 г. и др.), Яннау напечатал отдельно исследование об эстонских наречиях: «Ueber die Grund und Ursprache der Esthen und die Mittel zu einer allgemeinen Esthnischen Schriftsprache zu gelangen» (Pernau, 1828). 
Многолетние пастырские труды Генриха Георга фон Яннау также не прошли незамеченными: в 1842 году он был назначен членом Лифляндской евангелической консистории, в 1853 году получил золотой наперсный крест и в 1856 году — орден Святого Станислава 2-й степени.
Генрих Георг фон Яннау скончался 18 декабря 1869 года в Дрездене.